# Marcelová
Marcelová (węg. Marcelháza) – wieś i gmina (obec) w powiecie Komárno w kraju nitrzańskim na Słowacji.
W 2011 roku populacja wynosiła 3751 osób, około 86% mieszkańców stanowili Węgrzy, 12% Słowacy, 0,4% Romowie.
Wieś pierwszy raz wzmiankowana w 1353 roku jako Kezeu. Część wsi o nazwie Krátke Kesy (przyłączona do Marcelovej w 1942 roku) po raz pierwszy w źródłach pisanych pojawia się jeszcze wcześniej – w 1256 roku.